# Constance Lytton
Constance Lytton, właśc. lady  Constance Georgina Bulwer-Lytton, ps. Jane Warton (ur. 18 stycznia 1869 w Wiedniu, zm. 2 maja 1923 w Knebworth House, Knebworth, Hertfordshire lub 22 maja 1923 w Londynie przy Oxford Square) – angielska pisarka, sufrażystka, córka Roberta Bulwera-Lyttona.

## Życiorys

### Pochodzenie
Ojciec Konstancji (ang. Constance), Robert Bulwer-Lytton (1831–1891), brytyjski dyplomata, był synem polityka, poety, powieściopisarza Edwarda Bulwera-Lyttona i Rosiny Bulwer Lytton, również pisarki, zwolenniczki emancypacji kobiet. O emancypację starała się wcześniej matka Rosiny – praprababka Konstancji – Anna Wheeler.
Do rodziny o długiej arystokratycznej tradycji należała również matka Konstancji, Edith Villiers (1841–1936), pochodząca z Lydiard Tregoze. Wśród jej przodków była m.in. Barbara St John, córka członka Parlamentu i baroneta (Sir John St John, 1585–1648), zapamiętana jako silna kobieta o niezależnym umyśle.
Konstancja była trzecim z siedmiorga dzieci swoich rodziców; miała dwie siostry i czterech braci. Urodziła się w Wiedniu, ale pierwsze 11 lat życia spędziła w Indiach, gdzie ojciec zajmował pozycję wicekróla. Lekcje pobierała w domu, od guwernantek.
W roku 1892 Konstancja pokochała mężczyznę, który należał do niższego stanu. Jej matka (ojciec zmarł w roku 1891) nie wyraziła zgody na małżeństwo morganatyczne; decyzji nie zmieniła przez kilka następnych lat. Konstancja poddała się jej woli, jednak postanowiła nigdy nie wyjść za mąż.

### Działalność w ruchu feministycznym
Z ruchem feministycznym Constance Bulwer-Lytton zetknęła się m.in. za pośrednictwem sióstr: starszej – Elizabeth Edith Bulwer-Lytton („Betty”, ur. 1867) i młodszej – Emily Bulwer-Lytton Lutyens (ur. 1874). Sufrażystki wspierał mąż Elizabeth, Gerald Balfour i jego siostra, Frances Balfour. Początkowo Konstancja lobbowała w sprawie prawa wyborczego dla kobiet w Parlamencie. Za przyczynę jej stosunkowo małego wówczas zaangażowania w działalność feministyczną uważa się nieszczęśliwą miłość i zły stan zdrowia.
W roku 1906 Konstancja odwiedziła Espérance Club (wspierający m.in. grupę młodych kobiet, prowadzących spółdzielnię krawiecką), założony pod wpływem idei, które głosili William Morris, Edward Carpenter i Walt Whitman. Poznała założycielki klubu, które były aktywnymi członkiniami Women's Social and Political Union (WSPU) – Mary Neal i Emmeline Pethick-Lawrence. Początkowo nie aprobowała radykalnych metod walki tej grupy sufrażystek o prawa wyborcze dla kobiet, jednak współczuła im, gdy były brutalnie traktowane. Gromadziła dokumentację na temat praktyk, stosowanych w więzieniach, rozmawiając ze zwolnionymi kobietami i inspektorami więziennymi. Na prośbę Emmeliny Pethick-Lawrence zwracała się do Herberta Gladstona z apelem o taką zmianę prawa, aby sufrażystki, które więziono jako zwykłych przestępców, uzyskały status więźniów politycznych.
Obserwując całkowitą nieefektywność zabiegów politycznych uznała w roku 1908, że niezbędne są bardziej radykalne metody walki, stosowane przez Women's Social and Political Union (ważną rolę w WSPU odgrywała wówczas Annie Kenney). W roku 1909 dołączyła do tej organizacji, co było szokiem dla rodziny (jej siostra, Emily, należała do National Union of Women's Suffrage Societies, stosującej metody konstytucyjne). Została całkowicie odrzucona przez matkę.
W lutym 1909 roku wzięła udział w demonstracji w Izbie Gmin. Została aresztowana – wraz z innymi uczestniczkami protestu – lecz w niedługim czasie uwolniona, gdy ujawniono, że jest córką Lorda Lyttona, byłego wicekróla Indii. Obawiano się również, że – ze względu na stan zdrowia – może nie przeżyć strajku głodowego i WSPU zyska znanego męczennika swojej sprawy.

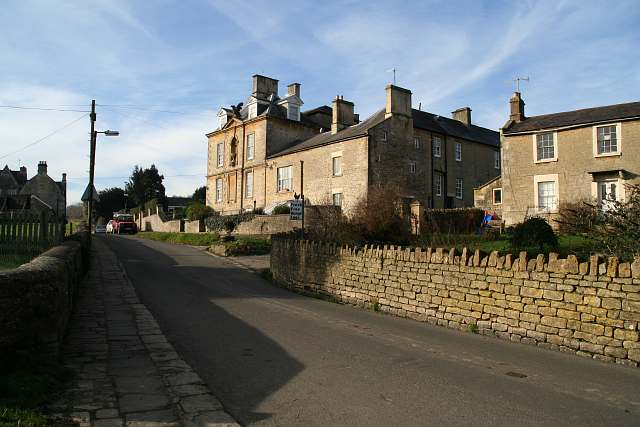
Eagle House, „Suffragette Rest”

W listopadzie tego samego roku przyłączyła się do grupy sufrażystek (wśród nich Emily Davison), protestujących przeciwko brutalnemu przymusowemu karmieniu kobiet, podejmujących strajki głodowe. Po aresztowaniu była więziona przez 30 dni. Została zwolniona ze względu na stan serca, z czego była bardzo niezadowolona – nie chciała być traktowana w sposób specjalny. Zaczęła występować jako londyńska szwaczka, pod przybranym nazwiskiem „Jane Wharton”. Po skazaniu na czternaście dni podjęła strajk głodowy i była osiem razy sadystycznie karmiona, dopóki nie odkryto jej tożsamości.
Kobietom, które przeżyły strajki głodowe, możliwość letniego odpoczynku zapewnił sprzyjający sufrażystkom pułkownik Linley Blathwayt, przyrodnik i fotograf (ze swoją żoną, Emily Blathwayt, i córką Mary). Udostępnił im letni dom w Eagle House, nazwany „Suffragette Rest”. Lady Constance Lytton przebywała w nim w roku 1910. W tym samym roku została zatrudniona w WSPU z pensją 2 £ tygodniowo, co umożliwiło jej wynajęcie małego mieszkania w pobliżu Euston Station.
W listopadzie 1911 r. była ponownie aresztowana za rozbijanie szyb, ale zwolniono ją szybko ze względu na zagrożenie życia. Wkrótce doznała udaru mózgu, którego skutkiem był częściowy paraliż. Skoncentrowała się wówczas na pisaniu książki ze wspomnieniami oraz artykułów i broszur na temat praw kobiet (wsparła m.in. kampanię Marie Stopes). W ostatnich chwilach życia otrzymała pomoc ze strony matki.

## Publikacje (wybór)
Wybór według books.google.pl:
- Maria Theresa Earle, Constance Lytton, Pot-pourri from a Surrey garden (1898, 1900, 2009, 2010, 2011)[15],
- Emmeline Pankhurst, Estelle Sylvia Pankhurst, Dame Christabel Pankhurst, Emmeline Pethick-Lawrence, Teresa Billington-Greig, Flora Drummond, Lady Constance Lytton, Emily Wilding Davison, Charlotte Perkins Gilman, Suffragette Autograph Book (1906),
- Lady Constance Georgina Bulwer Lytton, „No Votes for Women”: a Reply to Some Recent Anti-suffrage Publications (1909, 1910),
- Constance Lytton, Jane Warton, Prisons & Prisoners : Some Personal Experiences (1914, 1988, 2010, 2011)[12]
- Lady Constance Lytton, Lady Betty Balfour, Letters of Constance Lytton (Heinemann, 1925).

## Uhonorowanie i upamiętnienie

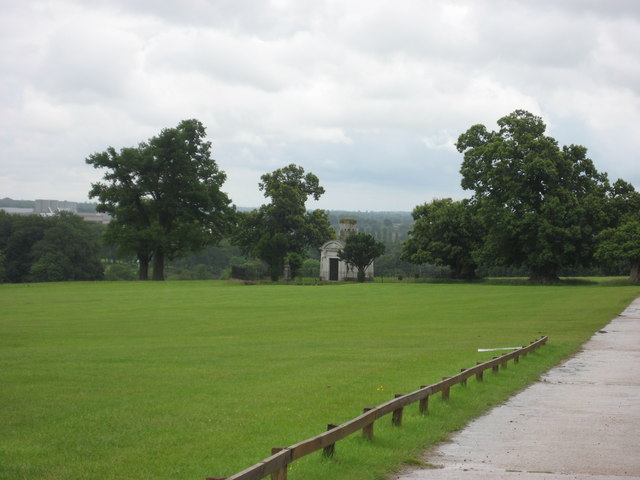
Mauzoleum Constance Lytton w Knebworth House Herts

Linley Blathwayt, sympatyk sufrażystek i fundator „Suffragette Rest”, stworzył w swoim botanicznym ogrodzie arboretum, w którym były uroczyście sadzone drzewa, upamiętniające kobiety, które były więzione za ich walkę o prawa kobiet i podejmowały strajki głodowe. Emily Blathwayt zanotowała, że 23 kwietnia 1909 roku w uroczystości sadzenia ich drzew brały udział: Annie Kenney, Emmeline Pethick-Lawrence, Constance Lytton i Clara Codd. Wsz.
W Knebworth House Herts rodzina wybudowała Mauzoleum Constance Lytton, w którym umieszczono epitafium:

Endowed with a celestial sense of humour, boundless sympathy, and rare musical talent, she devoted the later years of her life to the political enfranchisement of women and sacrificed her health and talents in helping to bring victory to this cause.